# Ari Žabotinsky
Ari Žabotinsky neboli Ari Žabotinskij (hebrejsky: ערי ז'בוטינסקי, žil 1910 – 6. června 1969) byl, sionistický aktivista, izraelský politik a poslanec Knesetu za stranu Cherut.

## Biografie
Narodil se ve městě Oděsa v tehdejší Ruské říši (dnes Ukrajina). Studoval střední školu v Paříži, elektroinženýrství na École supérieure des ponts et chaussées a roku 1957 získal doktorát z matematiky na Hebrejské univerzitě. V roce 1919 přesídlil do dnešního Izraele. V roce 1920 se ovšem s rodiči odstěhoval do Francie, kde pak v letech 1933–1935 pracoval jako inženýr v letecké továrně. Roku 1935 se vrátil do dnešního Izraele a nastoupil jako inženýr do vodní elektrárny v Naharajim. Jeho otcem byl zakladatel revizionistického sionismu Vladimír Žabotinský.

## Politická dráha
V mládí se angažoval v hnutí Bejtar. Roku 1934 se účastnil jeho výcvikového kurzu pořádaného v Československu. Od roku 1938 byl členem světového předsednictva hnutí Bejtar. Angažoval se v podpoře ilegální židovské imigrace. Roku 1940 byl zatčen mandátními úřady a po propuštění odešel do USA, kde organizoval židovské jednotky. Znovu se vrátil do mandátní Palestiny a roku 1944 byl opětovně zatčen a vyhoštěn. Do Izraele se vrátil až po vzniku státu. Byl aktivní v podpoře maronitů a dalších menšin v arabském světě. V letech 1955–1969 přednášel na Technionu.
V izraelském parlamentu zasedl po volbách v roce 1949, kdy kandidoval za Cherut. Byl členem výboru pro procedurální pravidla, výboru House Committee, výboru pro záležitosti vnitra, výboru pro ústavu, právo a spravedlnost a výboru pro vzdělávání a kulturu. Před koncem funkčního období odešel z poslaneckého klubu Cherutu a byl nadále nezařazeným poslancem.